# The Live Wire: Woody Guthrie in Concert 1949
The Live Wire: Woody Guthrie in Concert 1949 é uma gravação de um concerto em Newark, Nova Jérsei, uma do pequeno número de gravações ao vivo do cantor folk. O programa consistia em Guthrie respondendo questões de sua esposa Marjorie sobre sua vida, e cantando canções. A gravação foi feita com um gravador antigo e barato, fazendo que um significante processo de restauração fosse feito para limpar o audio. Em 2008, o álbum ganhou um Grammy Award de Melhor Álbum Histórico.

## Faixas
1. "How much? How long?"
2. "Black Diamond"
3. "I was there and the dust was there"
4. "The Great Dust Storm"
5. "Folk singers and dancers"
6. "Talking Dust Bowl Blues"
7. "Tom Joad"
8. "Columbia River"
9. "Pastures of Plenty"
10. "Grand Coulee Dam"
11. "Told by Mother Bloor"
12. "1913 Massacre"
13. "Quit sending your inspectors"
14. "Goodbye Centralia"
15. "A cowboy of some kind"
16. "Dead or Alive"
17. "Jesus Christ has come!"
18. "Jesus Christ"